# Aïda Diop
Pour les articles homonymes, voir Diop.
Aïda Diop  (née le 27 avril 1970) est une athlète sénégalaise, spécialiste des épreuves de sprint. 

## Biographie
Elle remporte une médaille d'or, cinq  médailles d'argent et une médaille de bronze lors des Championnats d'Afrique.
Elle détient le record du Sénégal du 200 m avec 22 s 64 (Mexico, le 1er juillet 2000).

### Palmarès
| Date | Compétition             | Lieu         | Résultat | Épreuve   | Temps         |
| ---- | ----------------------- | ------------ | -------- | --------- | ------------- |
| 1988 | Championnats d'Afrique  | Annaba       | 3e       | 4 x 100 m | 46 s 45       |
| 1997 | Jeux de la Francophonie | Antananarivo | 3e       | 200 m     | 23 s 78       |
| 2000 | Championnats d'Afrique  | Alger        | 2e       | 100 m     | 11 s 46       |
| 2000 | Championnats d'Afrique  | Alger        | 2e       | 200 m     | 23 s 01       |
| 2000 | Championnats d'Afrique  | Alger        | 2e       | 4 × 100 m | 44 s 62       |
| 2001 | Jeux de la Francophonie | Québec       | 3e       | 200 m     | 23 s 20       |
| 2002 | Championnats d'Afrique  | Radès        | 2e       | 200 m     | 23 s 29       |
| 2003 | Jeux africains          | Abuja        | 3e       | 4 x 100 m | 45 s 42       |
| 2004 | Championnats d'Afrique  | Brazzaville  | 3e       | 4 x 100 m | 45 s 21       |
| 2004 | Championnats d'Afrique  | Brazzaville  | 1re      | 4 x 400 m | 3 min 29 s 41 |

### Records
| Épreuve | Performance | Lieu   | Date             |
| ------- | ----------- | ------ | ---------------- |
| 100 m   | 11 s 26     | Bamako | 27 mars 2002     |
| 200 m   | 22 s 64     | Mexico | 1er juillet 2000 |